# Cantonul Puylaurens
Cantonul Puylaurens este un canton din arondismentul Castres, departamentul Tarn, regiunea Midi-Pyrénées, Franța.

## Comune
- Appelle
- Bertre
- Blan
- Cambounet-sur-le-Sor
- Lempaut
- Lescout
- Poudis
- Puylaurens (reședință)
- Saint-Germain-des-Prés
- Saint-Sernin-lès-Lavaur